# Sjasstroi
Sjasstroi (russisch Сясьстрой) ist eine Stadt in Russland mit 12.283 Einwohnern (Stand 1. Januar 2024). Sie gehört zum Rajon Wolchow der Leningrader Oblast.

## Geographie
Die Stadt liegt am namensgebenden Fluss Sjas nahe dessen Mündung in den Ladogasee, etwa 140 km östlich der Stadt Sankt Petersburg. Die nächstgelegenen Städte sind Nowaja Ladoga (15 km westlich von Sjasstroi) und Wolchow (26 km südwestlich).

## Geschichte
Sjasstroi wurde 1926 mit dem Bau des hiesigen Cellulose-Papier-Kombinats gegründet und 1992 zur Stadt erhoben. Während der stalinistischen Epoche befand sich auch ein Strafgefangenenlager für Deutsche in Sjasstroi.

### Bevölkerungsentwicklung
| Jahr | Einwohner |
| ---- | --------- |
| 1939 | 7.364     |
| 1959 | 7.178     |
| 1970 | 12.915    |
| 1979 | 17.541    |
| 1989 | 16.122    |
| 2002 | 13.969    |
| 2010 | 13.745    |

Anmerkung: Volkszählungsdaten

## Wirtschaft und Verkehr
Das Cellulose-Papier-Kombinat ist bis heute der wichtigste Betrieb in Sjasstroi. Es wurde 1993 privatisiert und produziert unter anderem Pappe, Küchenrollen, Toiletten- sowie Verpackungspapier, wobei die Produktionsinfrastruktur 2008 durch Zukauf italienischer Anlagen modernisiert wurde.
Die Stadt liegt an der Fernstraße M18, die Sjasstroi über Schlüsselburg mit Sankt Petersburg verbindet. Es gibt seit Ende 2007 einen neuen Busbahnhof. Die Eisenbahn-Personenverbindungen laufen über die etwas östlich der Stadt liegende Station Lungatschi.